# Município Alto Cauale
Município Alto Cauale är en kommun i Angola.   Den ligger i provinsen Uíge, i den nordvästra delen av landet, 300 km öster om huvudstaden Luanda.
I omgivningarna runt Município Alto Cauale växer huvudsakligen savannskog. Runt Município Alto Cauale är det glesbefolkat, med 19 invånare per kvadratkilometer.